# Adolphe Le Flô
Adolphe Charles Emmanuel Le Flô, född den  2 november 1804 i Lesneven, departementet Finistère, död den 16 november 1887 i Néchoat nära Morlaix, var en fransk militär och diplomat.
Le Flô inträdde 1825 i franska armén, kom 1831 till Algeriet, utmärkte sig under striderna mot araberna, blev 1844 överste och i juli 1848 brigadgeneral. I september samma år valdes han av departementet Finistère till medlem av konstituerande nationalförsamlingen, där han slöt sig till högern. Han invaldes 1849 i lagstiftande nationalförsamlingen, där han sedermera blev en av presidenten Louis Napoléons ivrigaste motståndare. Vid statskuppen 2 december 1851 arresterades Le Flô. Han måste gå i landsflykt, men fick 1859 tillstånd att återvända till Frankrike. 
Efter kejsardömets fall utnämndes Le Flô i september 1870 av Nationella försvarsregeringen till krigsminister och divisionsgeneral. Han invaldes 8 februari 1871 i nationalförsamlingen och var krigsminister i den av Thiers 19 februari 1871 bildade ministären, men måste avgå redan i juni samma år. I augusti 1871 sändes Le Flô som ambassadör till Sankt Petersburg, där han förberedde det närmande mellan de båda stormakterna, som sedermera ledde till fransk-ryska alliansen. Han rappellerades (kallades hem) 1879.